# Хидроплан
Хидроплан или водосамолет е самолет, способен да излита и каца на вода. Първите хидроплани се появяват, когато самолетите стават твърде големи и тежки за затревените писти през 20-те години на XX век. Напредъкът в самолетостроенето и построяването на дълги бетонни писти за големите бомбардировачи през Втората световна война водят до западане на този вид самолети. Днес хидропланите се използват основно за гасене на пожари и за транспорт до места, където няма изградени писти, но има големи водни площи, например малки острови.

## Класификация
- Хидросамолет с поплавъци – обикновен или специален самолет, който се задържа на вода от един или повече поплавъка (понтона), прикрепени към фюзелажа и/или крилата.
- Летяща лодка – при този вид водосамолет плавателността се осигурява от самия фюзелаж, който изпълня ролята на корпуса на плавателен съд и поради тази причина на външен вид долната му част напомня дъното на кораб или лодка.
- Самолет амфибия – някой от описаните по-горе типове, на който е поставено и шаси за приземяване на твърда повърхност, или шаси, способно да удържи самолета на каквато и да е повърхност, например въздушна възглавница.

## Галерия
- Хидроплани
- Музеен експонат на летяща лодка Sunderland ML824
- Голям водосамолет тип „летяща лодка“
- Малък хидроплан с поплавъци
- Самолет амфибия J2F-6 Duck, мод. 1942 г.
- Летяща лодка Martin
- Амфибия Шавров Ш-2